# 高等女學校
高等女學校（日语：〔〕／ kōtō jogakkō），是指日本戰敗（1945年）前，政府在臺灣、滿洲、朝鮮、南洋群岛等殖民地及內地為女子所設立的中學體制。
男子所就讀的中學稱為中學校，高等女學校與中學校屬同等學力。太平洋戰爭結束，台灣及朝鮮即改稱為女子中學或女高，滿洲則改為完全中學，甚至於1968年台灣施行九年國教後，全改制為女子高級中學或一般的高級中學。而日本本土於1948年的學制改革後，全部改為男女兼收的高等學校（北關東及東北部分縣份除外）。在殖民地的舊制高女的目的是為了使在當地的內地人能在當地接受中等教育，當然還有招收少數的當地人。

## 沿革
- 1872年（明治5年），文部省公佈舊制中學體制。
- 1871年（明治4年），全日本的第一間官立女學校在東京設置（今御茶之水女子大學附屬高等學校）。當時的官立女學校規定當時8~15歲即可入學，修業年限為6年，同校東京官立女學校於1872年11月改稱為東京府立高等女學校（今東京都立白鷗高等學校）。
- 1875年（明治8年），日本教育體制又重新做了修訂，這時入學資格必須年滿「14歲以上」，必須修滿小學校課業已達畢業者，才可向高等女學校提出入學資格。
- 1877年（明治10年），東京女學校的中等教育機關已經創立，特色也已確立，這時日本政府將東京女子師範學校的英文科、預科等科廢科等一同併入3學年制的東京女學校，這時第一所高等女學校已發展完成，此後並在各地廣設高女。
- 1891年（明治24年），《中學校令》公布改正令，宣佈高等女學校是尋常中學校（意即中學校）為當時一種女子中等教育機關的法定機關，明定為大和文化的推行推手，隨著時間改進。
- 1899年（明治32年），《高等女學校令》頒布，有獨立於中學校令的管轄。
- 1908年（明治41年），將高等女學校修業年限修正為可為4~5年級畢業，入學資格為一般的尋常小學校6年級畢業可對高女提出入學申請，並頒佈《高等女學校升學章程》，意即高女畢業後，可和中學校一樣，對舊制高等學校及舊制高等專門學校提出入學申請。
- 1937年（日本1943年宣佈），因為太平洋戰爭爆發，宣佈修業至4年即可畢業。

## 戰後情況
1945年，日本戰敗，台灣及韓國將原本的高等女學校升格為的女子中學，規定必須要國民中學修業3年畢業後可經過高中聯合分發測試通過者才可進入，中學校則是改制為的男子中學或男女合校的中學，入學方法與前者相同，1968年，隨著台灣九年國民義務教育的實施，宣佈「省辦高中、縣辦初中」的政策，升格為今日的女子高級中學，今日的女子高級中學宣要通過國中教育會考通過者才可進入就讀，有些學校則在戰後就廢校了，例如：台灣的台北第二高女於戰後成為中華民國立法院的院址、台北州立第四高女於戰後成為臺灣省立臺北高級醫事職業學校（今國立臺北護理健康大學）的校址、台中州的第二高女與第二中學校合併成為當地的台中二中，則日本是於1948年將所有的中學校及高等女學校升格為男女合校的高等學校，甚至連實踐女學校、淑德女學校等職業學校升格為職業高等學校，中學及高女則為普通高等學校，日本的高校來說還是得經過入學試驗才能進入高校就讀，現今日本高校名校升學率以東京都、大阪府、兵庫縣及京都府來的最高，所謂「進學校」、「難關校」（日語：難関校）是指市區縣內最難考的高校，「科學指定校」（日語：コアスーパーサイエンスハイスクール，簡稱SSH）就類似台灣設有教育部認定之合格之科學實驗班的學校。
在台灣的高等女學校改制高中後的類似特性包含：
- 台灣日治時期亦設置高等女學校，以招收女生為主，鑒於日本人早期對於女性教育要求必須遵守禮節、婦德，要求女性以文科、女工為主，高等女學校強調文學教育、文科教育。由高等女學校改制的高級中學大多殘留女性教育的特性，至今由舊制高等女學校改制的傳統高中大多以文科見長，學生選擇文科的比例及出文科榜首的機會均高於該縣市平均。
- 戰後，大多台灣人為了區分高等女學校和戰後成立的學校，戰前成立的學校大多被稱之為「傳統女高」、「傳統校」。

## 台灣日治時期高等女學校

### 台北州
1. 台北州立台北第一高等女學校（今台北市立第一女子高級中學）
2. 台北州立台北第二高等女學校（戰後與剩餘的州立臺北第一高女、第四高女學生合併成臺灣省立臺北第一女子中學。舊址現為立法院院區）
3. 台北州立台北第三高等女學校（戰後改為臺灣省立臺北第二女子中學，後改為台北市立中山女子高級中學）
4. 台北州立台北第四高等女學校（戰後與剩餘的州立臺北第一高女、第二高女學生合併成臺灣省立臺北第一女子中學。舊址為今國立臺北護理健康大學城區部）
5. 台北州立基隆高等女學校（今國立基隆女子高級中學）
6. 台北州立蘭陽高等女學校（今國立蘭陽女子高級中學）
7. 基督教淡水高等女學校（今私立淡江高級中學）
8. 靜修高等女學校（今私立靜修高級中學）

### 新竹州
1. 新竹州立新竹高等女學校（今國立新竹女子高級中學）

### 台中州
1. 台中州立台中第一高等女學校（今國立台中女子高級中學）
2. 台中州立台中第二高等女學校（戰後與臺中州立臺中第二中學校合併，今臺中市立臺中第二高級中等學校）
3. 台中州立彰化高等女學校（今國立彰化女子高級中學）

### 台南州
1. 台南州立虎尾高等女學校（1979年與台灣省立虎尾中學合併，今國立虎尾高級中學）
2. 台南州立嘉義高等女學校，（今國立嘉義女子高級中學）
3. 台南州立台南第一高等女學校（今國立台南女子高級中學）
4. 台南州立台南第二高等女學校（戰後與台南第一高女合併，校址為今臺南市立中山國民中學）
5. 基督教長榮高等女學校（今台南市私立長榮女子高級中學）

### 高雄州
1. 高雄州立高雄第一高等女學校（今高雄市立高雄女子高級中學）
2. 高雄州立高雄第二高等女學校，1943年4月1日借用今鼓山國小校舍而成立，校址在湊町四丁目五番地，修業四年，上原景爾為首任校長。1947年併入臺灣省立高雄第一女子中學）
3. 高雄州立屏東高等女學校（今國立屏東女子高級中學）

### 花蓮港廳
1. 花蓮廳立花蓮港高等女學校（今國立花蓮女子高級中學）

### 台東廳
1. 台東廳立台東高等女學校（今國立台東女子高級中學）

### 澎湖廳
1. 澎湖廳立馬公高等女學校（今國立馬公高級中學）